# 想送歌 〜Mellow of Hilcrhyme〜
『想送歌〜Mellow of Hilcrhyme〜』（そうそうか・メロウ・オブ・ヒルクライム）は、日本の音楽ユニット・Hilcrhymeが2013年6月26日にユニバーサルJから発売した1枚目のコンピレーションアルバムである。

## 概要
Hilcrhymeの歴代のメロウ曲を集めたコンセプトアルバム。ボーナストラックとしてHilcrhyme初のライブ音源を収録している。初回限定盤には、ライブで人気の曲のライブ映像を収録したDVD付。

## 収録曲
| #            | タイトル                                    | 作詞 | 作曲・編曲 |
| ------------ | ------------------------------------------- | ---- | ---------- |
| 1.           | 「想送歌」                                  |      |            |
| 2.           | 「Shampoo」                                 |      |            |
| 3.           | 「蛍」                                      |      |            |
| 4.           | 「春夏秋冬」                                |      |            |
| 5.           | 「光」                                      |      |            |
| 6.           | 「雨天」                                    |      |            |
| 7.           | 「もうバイバイ」                            |      |            |
| 8.           | 「Kaleidoscope」                            |      |            |
| 9.           | 「SH704i」                                  |      |            |
| 10.          | 「マイクリスマスキャロル」                  |      |            |
| 11.          | 「大丈夫」                                  |      |            |
| 12.          | 「no one」                                  |      |            |
| 13.          | 「Changes」                                 |      |            |
| 14.          | 「My Place」                                |      |            |
| BONUS TRACK. | 「Prease Cry from TOUR 2010「リサイタル」」 |      |            |
| BONUS TRACK. | 「光 from MESSAGE TOUR 2011」               |      |            |
| BONUS TRACK. | 「Changes from RISING TOUR 2012」           |      |            |

### 解説
1. 想送歌
メジャー13thシングルの表題曲。
2. Shampoo
2ndアルバムの収録曲。
3. 蛍
メジャー10thシングルの表題曲。
4. 春夏秋冬
メジャー2ndシングルの表題曲。
5. 光
メジャー5thシングルのカップリング曲。
6. 雨天
1stアルバムの収録曲。
7. もうバイバイ
メジャー3rdシングルの表題曲。
8. Kaleidoscope
メジャー12thシングルの表題曲。
9. SH704i
2ndアルバムの収録曲。
10. マイクリスマスキャロル
3rdアルバムの収録曲。
11. 大丈夫
メジャー4thシングルの表題曲。
12. no one
メジャー8thシングルの表題曲。
13. Changes
3rdアルバムの収録曲。
14. My Place
1stアルバムの収録曲。
15. Please Cry from TOUR 2010「リサイタル」
ボーナス・トラック1曲目。
16. 光 from MESSAGE TOUR 2011
ボーナス・トラック2曲目。
17. Changes from RISING TOUR 2012
ボーナス・トラック3曲目。